# Lablachère
Lablachère ist eine französische Gemeinde mit 2214 Einwohnern (Stand 1. Januar 2022), die im Département Ardèche in der Region Auvergne-Rhône-Alpes liegt. Sie gehört zum Arrondissement Largentière und zum Kanton Les Cévennes Ardéchoises.

## Geographie

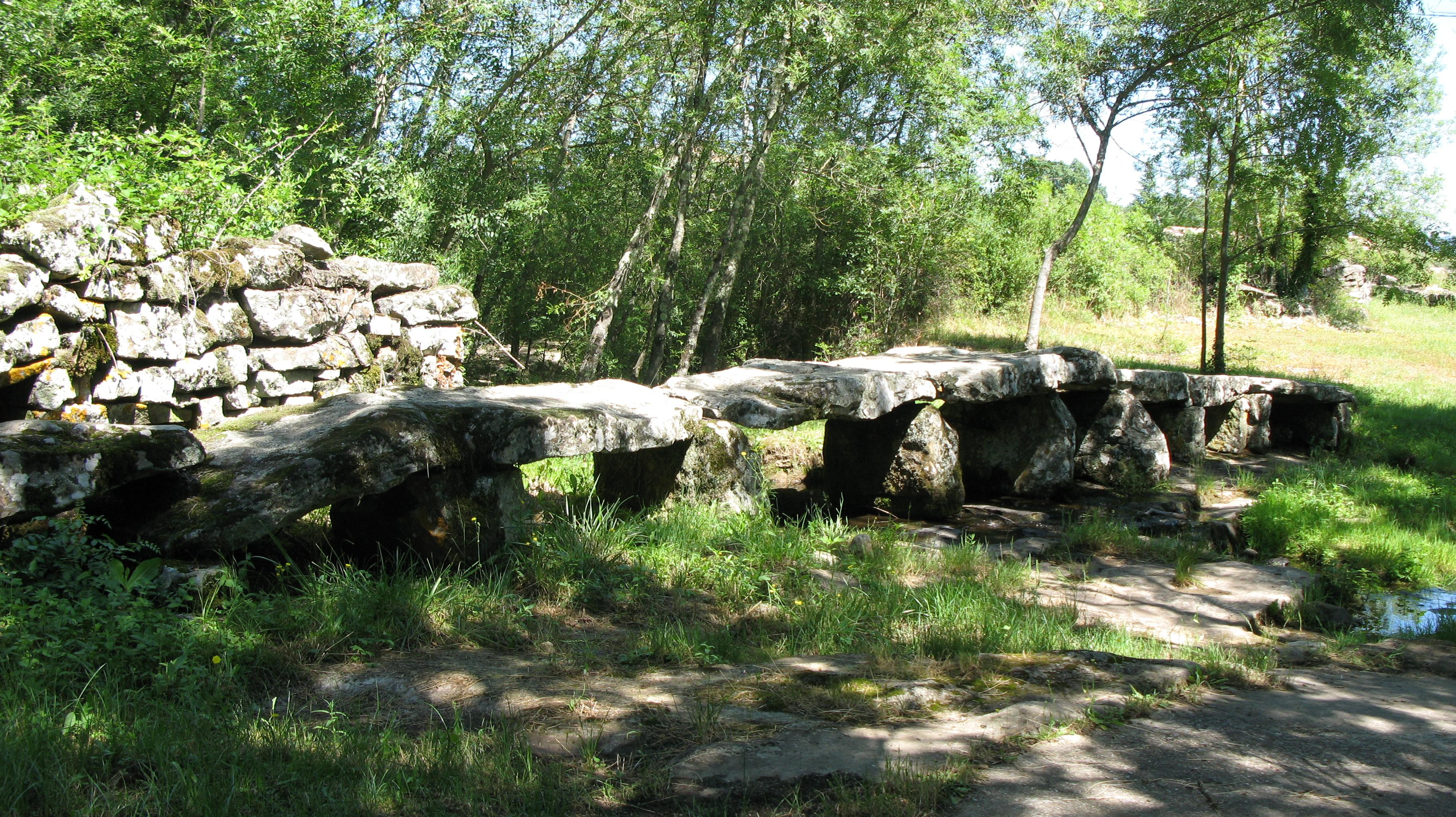
Pont megalithique von Lablachère

Die Gemeinde liegt westlich des breitens Tals der Beaume. Nördlich schließt sich eine Gebirgskette an. Südlich von Lablachère bricht die Beaume durch eine Karstlandschaft ins Ardèchetal durch. Das Gemeindegebiet umfasst 26,38 km².

## Sehenswürdigkeiten
Außerhalb der Stadt stehen der Pont mégalithique und die Wallfahrtskirche Notre-Dame-de-Bon-Secours aus dem 19. Jahrhundert.

## Bevölkerungsentwicklung
| Jahr                       | 1962 | 1968 | 1975 | 1982 | 1990 | 1999 | 2018 |
| -------------------------- | ---- | ---- | ---- | ---- | ---- | ---- | ---- |
| Einwohner                  | 1250 | 1270 | 1277 | 1392 | 1562 | 1520 | 2174 |
| Quellen: Cassini und INSEE |      |      |      |      |      |      |      |